# Schorfheide (gmina)
Schorfheide – miejscowość i gmina w Niemczech, w kraju związkowym Brandenburgia, w powiecie Barnim.
Miejscowości wchodzące w skład gminy:
- Altenhof
- Böhmerheide
- Eichhorst
- Finowfurt
- Groß Schönebeck
- Klandorf
- Lichterfelde
- Schluft
- Werbellin

## Współpraca
- Altenhof, Szlezwik-Holsztyn (kontakty utrzymuje miejscowość Altenhof)[2]
- Korschenbroich, Nadrenia Północna-Westfalia (kontakty utrzymuje miejscowość Finowfurt)
- Mielno, Polska[3]